# Região Geográfica Intermediária de Campos dos Goytacazes
A Região Geográfica Intermediária de Campos dos Goytacazes é uma das cinco regiões intermediárias do estado brasileiro do Rio de Janeiro e uma das 134 regiões intermediárias do Brasil, criadas pelo Instituto Brasileiro de Geografia e Estatística (IBGE) em 2017. É composta por 18 municípios, distribuídos em três regiões geográficas imediatas.
Sua população total estimada pelo Instituto Brasileiro de Geografia e Estatística (IBGE) para 1º de julho de 2018 é de 966 014 de habitantes, distribuídos em uma área total de 12 539,510 km².
Campos dos Goytacazes é o município mais populoso da região intermediária, com 503 424 habitantes, de acordo com estimativas de 2018 do Instituto Brasileiro de Geografia e Estatística (IBGE).

## Regiões geográficas imediatas
| Região geográfica imediata                           | Municípios                                                                                             | População Estimativa 2018 | Área (km²) |
| ---------------------------------------------------- | --- | ------------------------- | ---------- |
| Região Geográfica Imediata de Campos dos Goytacazes  | Campos dos Goytacazes Cardoso Moreira Italva São Fidélis São Francisco de Itabapoana São João da Barra | 648 328                   | 7 459,483  |
| Região Geográfica Imediata de Itaperuna              | Bom Jesus do Itabapoana Itaperuna Laje do Muriaé Natividade Porciúncula São José de Ubá Varre-Sai      | 199 176                   | 3 086,930  |
| Região Geográfica Imediata de Santo Antônio de Pádua | Aperibé Cambuci Itaocara Miracema Santo Antônio de Pádua                                               | 118 510                   | 1 993,097  |
| Total                                                | 18 | 966 014                   | 12 539,510 |